# Colibrí ermità de Dohrn
El colibrí ermità de Dohrn (Glaucis dohrnii) és una espècie d'ocell de la família dels troquílids (Trochilidae) que habita els boscos de les terres baixes properes a la costa del sud-est del Brasil.